# Збірна Монголії з хокею із шайбою
Збірна Монголії з хокею із шайбою — національна чоловіча збірна команда Монголії, яка представляє країну на міжнародних змаганнях з хокею. Функціонування команди забезпечується Федерацією хокею Монголії, яка є членом ІІХФ.

## Історія
Збірна Монголії дебютувала в 1999 році на зимових Азійських іграх. 
У чемпіонатах світу беруть участь з 2007 року, провели чотири матчі які усі програли із загальною різницею шайб 3:45. У 2008 році на турнірі у Люксембурзі, програли усі п'ять матчів, різниця шайб 11:59. У турнірі 2009 року, збірна була заявлена на турнір але не брала участі в зв'язку з чим її було зараховані технічні поразки 0:5 в усіх матчах. У 2010 році команда виступала у групі В III дивізіону. Збірна Монголії зазнала в трьох матчах три поразки, а також програла матч за третє місце збірній ПАР 3:8. Однак Монголія закінчила турнір вперше на подіумі, посівши третє місце у зв'язку з дискваліфікацією збірної Вірменії ІІХФ. 
Команда в даний час займає 49-е місце в світовому рейтингу ІІХФ. 
Багато гравців також виступають за збірну Монголії з хокею з м'ячем. 
Монгольська Федерація хокею оголосила, що їх чоловіча збірна та збірна U18 не братимуть участь у турнірах 2011 року через фінансові проблеми. 
У 2012 році збірна поновила виступи на світових форумах, програвши усі матчі, різниця шайб 8:39.
У кваліфікаційному турнірі 2013 року збірна не кваліфкувалась до основного раунду, посівши третє місце. Цей чемпіонат покі останній у якому брала участь збірна Монголії.
У Кубках Азії монгольська збірна чотири сезони поспіль (2013 — 2016) виборює бронзові медалі, в 2017 здобуває срібні нагороди. У 2018 році монгольські хокеїсти здобули золоті нагороди.

## Виступи на чемпіонаті світу
- 2007 — 5 місце Дивізіон III
- 2008 — 6 місце Дивізіон III
- 2010 — 4 місце Дивізіон III Група B
- 2012 — 6 місце Дивізіон III
- 2013 — 3 місце Дивізіон III (кваліфікація)
- 2023 — 2 місце Дивізіон IV
- 2024 — 1 місце Дивізіон IV
- 2025 — 4 місце Дивізіон IIIB